# جزیره فریزر
جزیره فریزر (به انگلیسی: Fraser Island) یکی از جزایر کشور استرالیا در وایدبی-برنت کوئینزلند است که در ساحل شرقی این کشور در اقیانوس آرام قرار دارد. فریزر، با۱٬۸۴۰ کیلومتر مربع (۷۱۰ مایل مربع) وسعت، بزرگ‌ترین جزیره شنی دنیا است که در جهت شمال به جنوب، طول آن به بیش از ۱۲۳ کیلومتر (۷۶ مایل) می‌رسد. عرض این جزیره نیز در حدود ۲۲ کیلومتر (۱۴ مایل) است که در ۲۵۰ کیلومتر (۱۶۰ مایل) شمال مرکز بریزبن واقع شده است. بیش از یکصد دریاچه آب شیرین در این جزیره وجود دارد. به علت بزرگی مساحت، جزیره فریزر از اقلیم و پوشش گیاهی متنوعی برخوردار است و از جنگل بارانی تا بیابان شنی در جزیره دیده می‌شود.
این جزیره متعلق به ایالت کوئینزلند است و در جنوب شرقی این ایالت قرار گرفته‌است. جزیره فریزر به عنوان یک پارک ملی حفاظت شده، از مراکز معروف گردشگری استرالیاست. این جزیره در سال ۱۹۹۲ در فهرست آثار میراث جهانی به ثبت رسیده‌است. پوشش گیاهی غالب جزیره شامل جنگل بارانی مشتمل بر درختان اکالیپتوس، کرنا (گیاه)، والوم، جنگل‌های باتلاقی و نهایتاً تپه ماسه‌ای است. جزیره در حقیقت، از ماسه‌هایی تشکیل شده که برای حدود ۷۵۰۰۰۰ سال بر روی بستر آتشفشانی اولیه شکل گرفته‌اند. این جزیره همچنین، خانه تعداد کمی از گونه‌های پستاندار است و طیف وسیعی از پرندگان، خزندگان و دوزیستان در این جزیره وجود دارد.

## نگارخانه

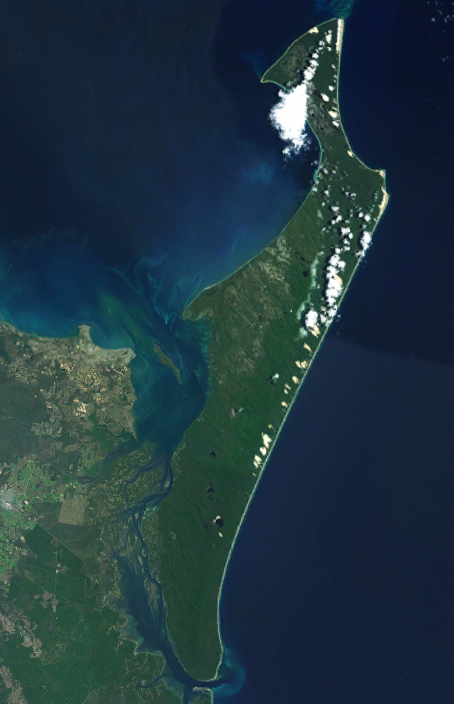
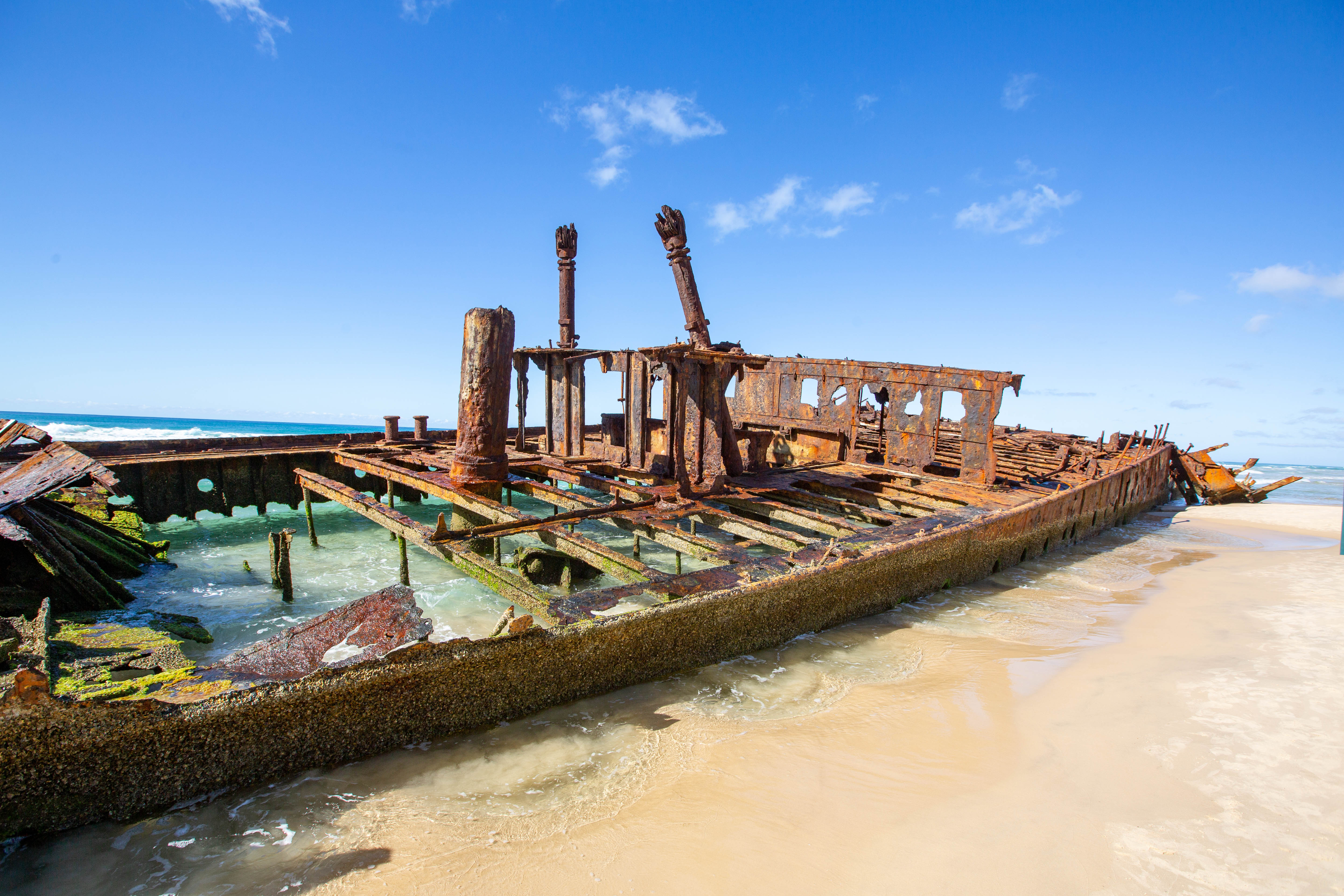
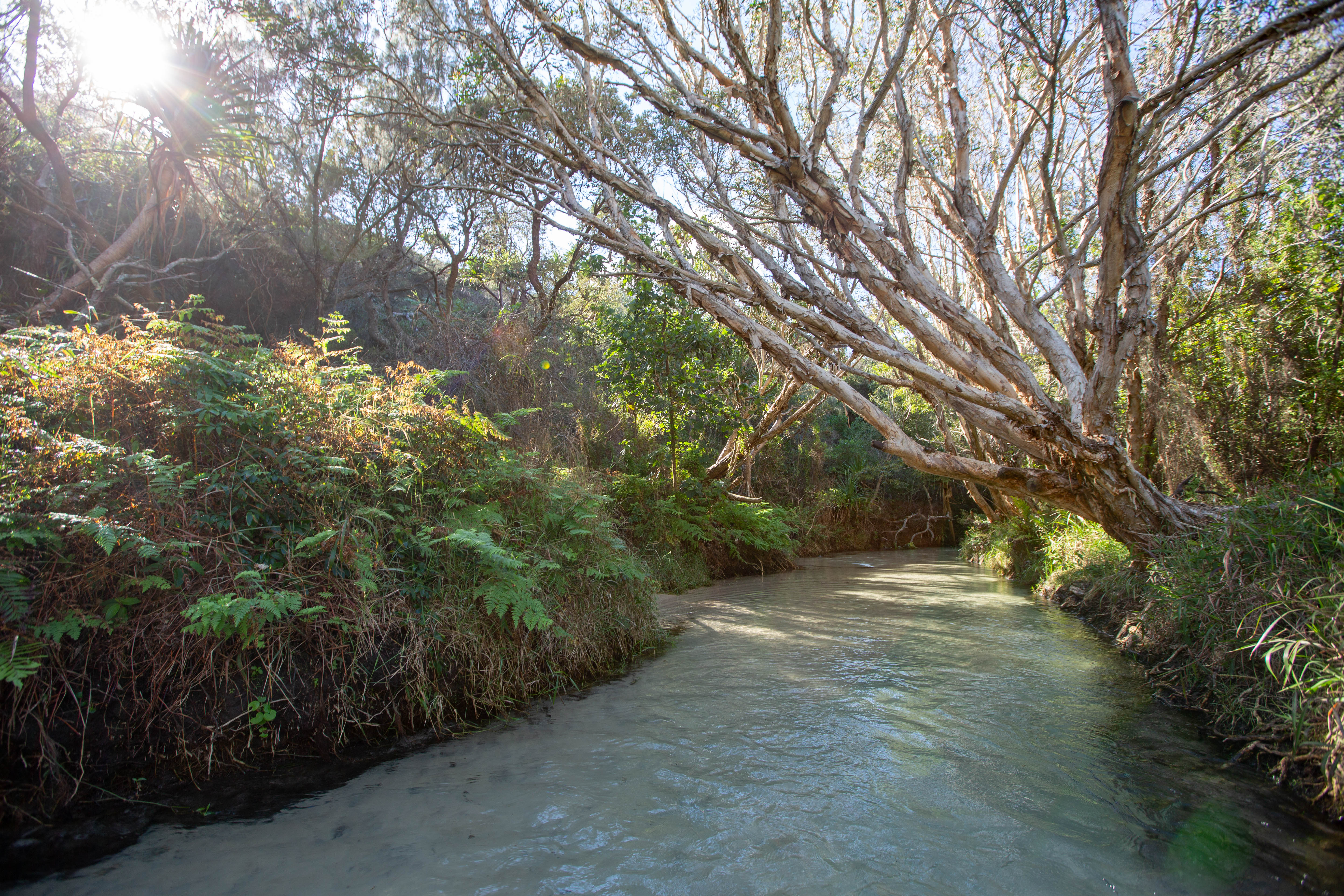
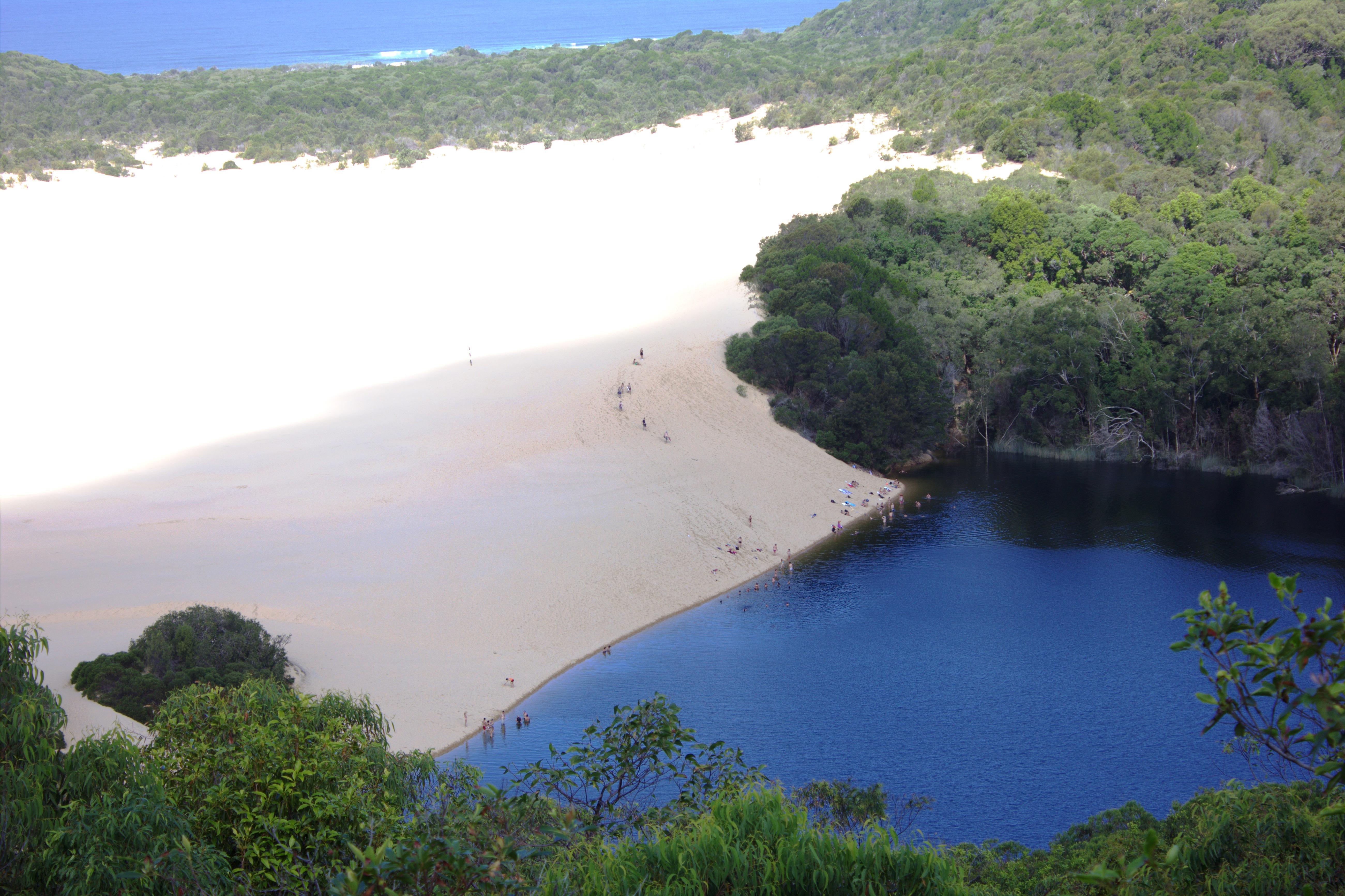
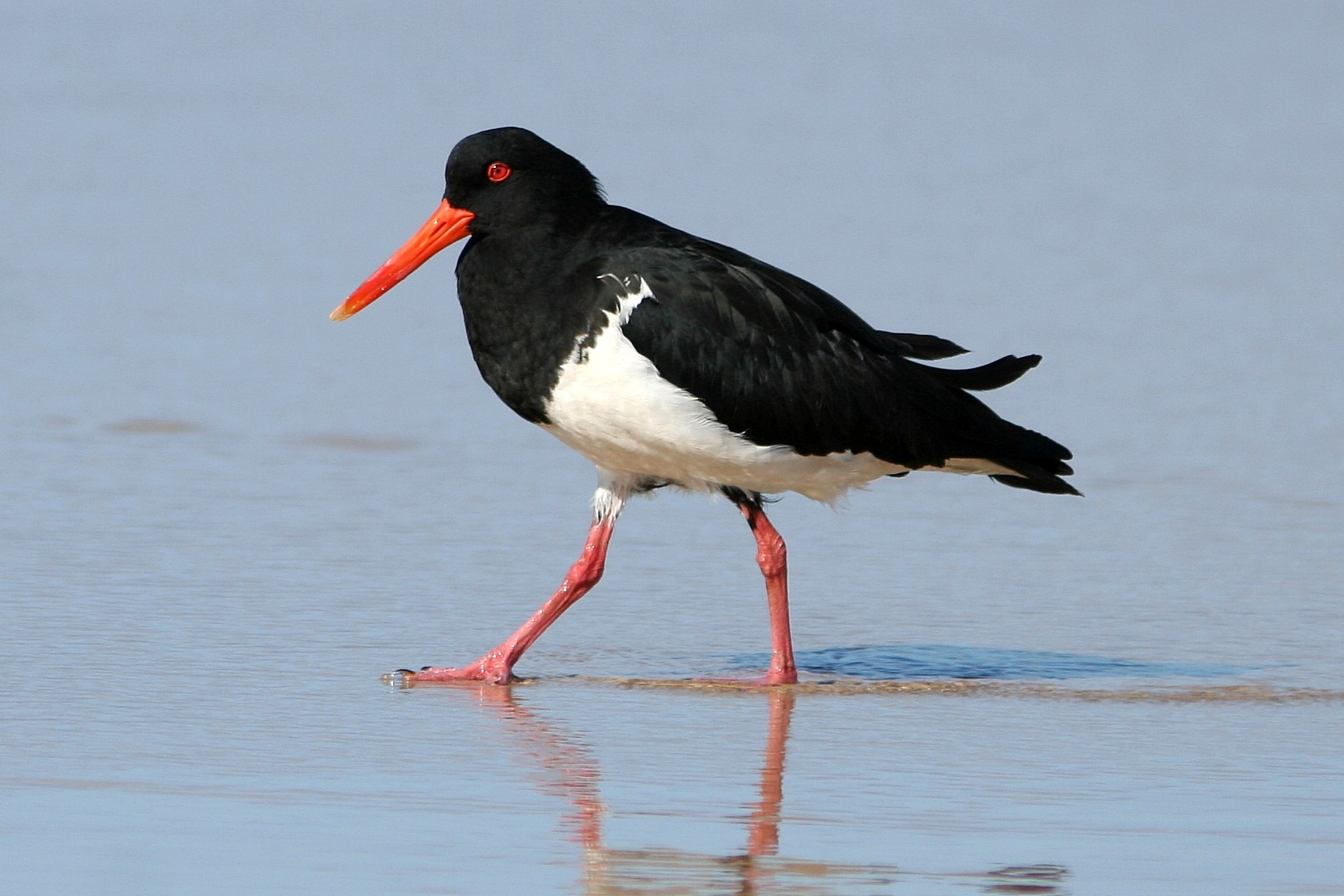
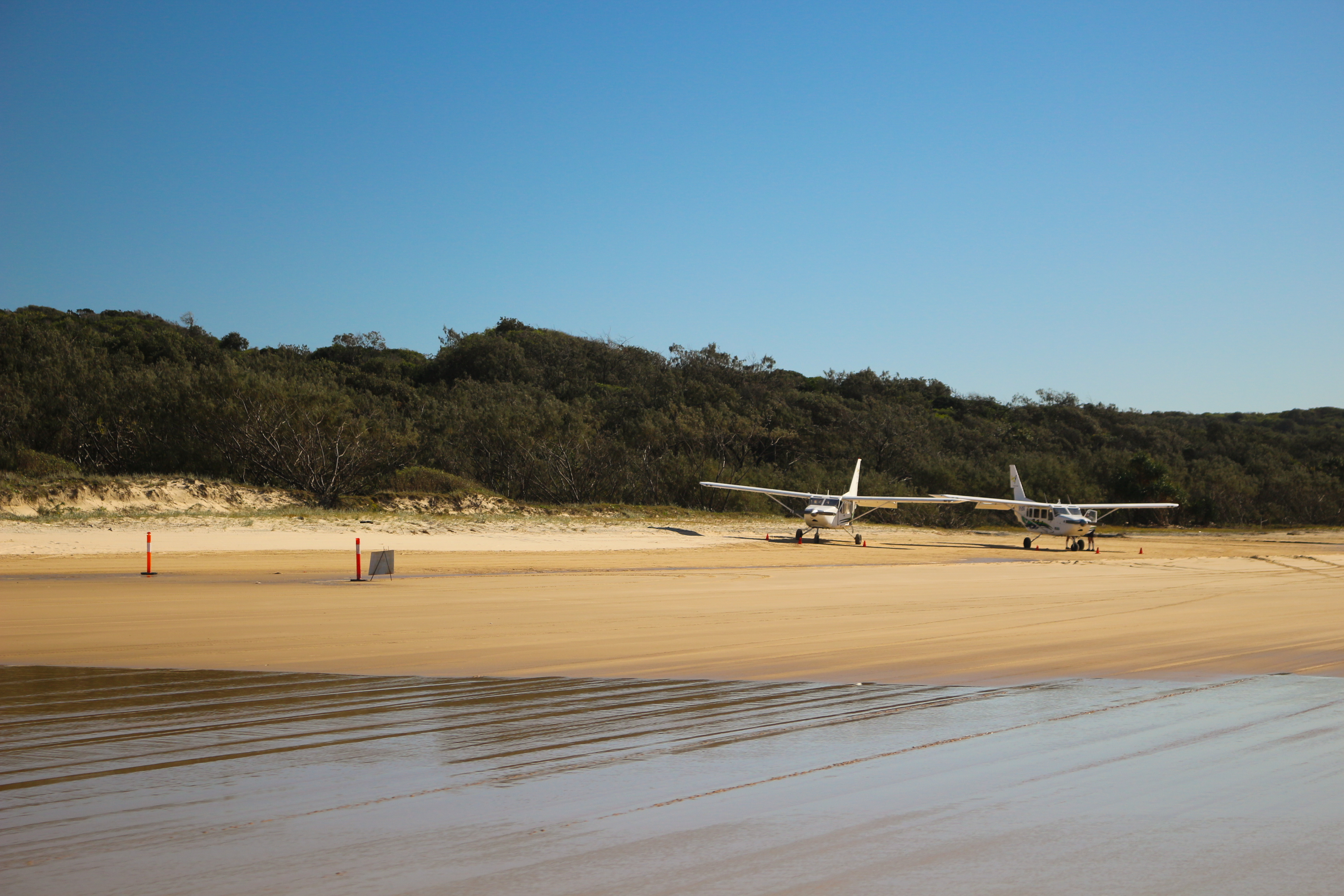
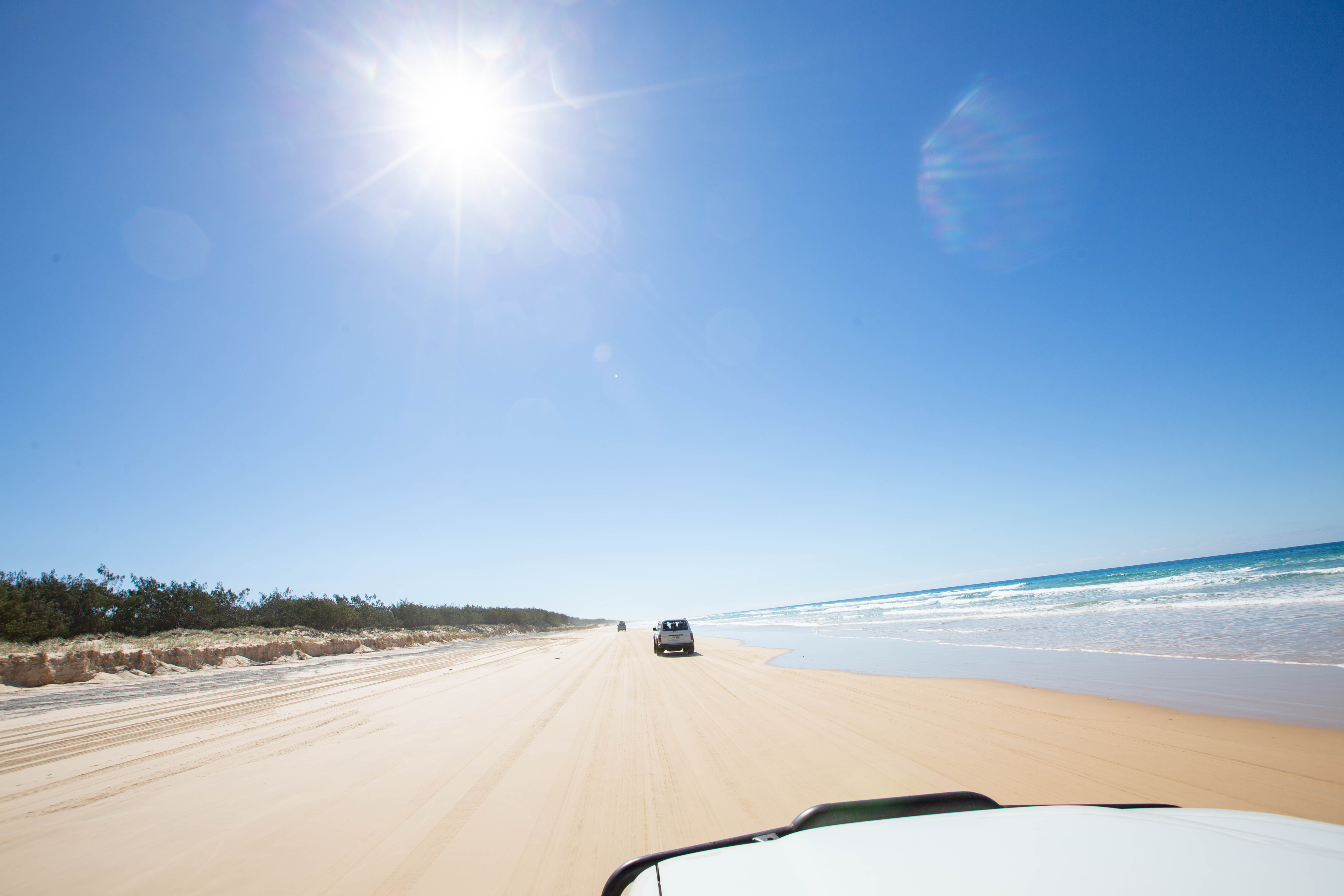